# Верхотомське
Верхото́мське (рос. Верхотомское) — село у складі Кемеровського округу Кемеровської області, Росія.

## Населення
Населення — 1697 осіб (2010; 1261 у 2002).
Національний склад (станом на 2002 рік):
- росіяни — 93 %